# Київський меридіан

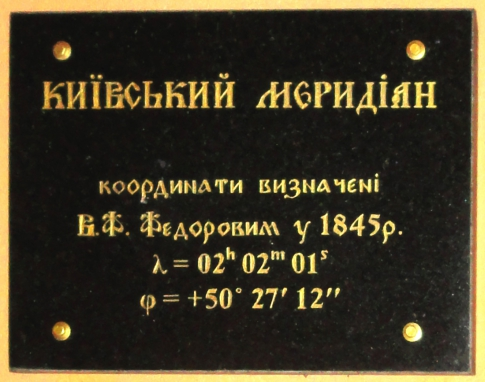
Меморіальна дошка на будинку Астрономічної обсерваторії Київського університету

Київський меридіан — географічний меридіан, координати якого визначив перший директор Астрономічної обсерваторії університету Св. Володимира проф. В. Ф. Федоров у 1845 році.
Офіційна довгота Києва — 2 години, 2 хвилини й 1 секунда.

## Історія
Професор Василь Федоров ще на початку діяльності обсерваторії вирахував координати Київського меридіана.
Меридіан ще й досі проходить через спостережний павільйон 170-літньої обсерваторії та має відношення до довгої й цікавої історії.
Введена ще до нашої ери давньогрецьким астрономом і математиком Гіпархом Нікейським система координат на земній поверхні у вигляді широти та довготи майже два тисячоліття стикалася з проблемою початку відліку довгот. Координата широти прив'язана до земного полюсу і з астрономічних спостережень легко визначається вимірюванням висоти так званого полюсу світу — точки перетину осі обертання Землі з небесною сферою, навколо якої виконують уявне добове обертання всі небесні світила. А ось довгота не має фіксованих орієнтирів ні на небі, ні на землі, її початок відліку є умовним і тривалий час не мав узгодженого положення серед різних країн та народів.
Цей початок відліку «блукав» по земній кулі. Намагалися закріпити нульовий меридіан на найбільш примітних природних утвореннях. Це були круті скелі Гібралтарської затоки — так звані «Геркулесові стовпи», західний край Африки, острови Зеленого Мису, вулкан на острові Ферро (Канарські острови) та багато ін. Проводили початок відліку довгот через відомі міста, палаци та замки — Александрію Єгипетську, де був створений знаменитий Мусейон; замок Фрауенборг, в якому деякий час жив і працював Микола Копернік, Обсерваторію знаменитого Тіхо Браге Ураніборг, іспанське місто-острів Толедо та ін.
Майже до кінця ХІХ ст. кожна країна, а часто і провінція чи регіон, відліковували довготу по-своєму, а на картах мореплавців часто можна було побачити одночасно декілька відлікових шкал. Оскільки довгота тісно пов'язана з відліком часу, то такий же розбрат був і з часовими шкалами, що створювало постійну плутанину. Боротися з цією проблемою у світовому масштабі намагалися багато разів, наприклад, у 1634 р. Кардинал Рішельє скликав на географічний консиліум відомих європейських математиків та астрономів для вибору початкового меридіана. Але лише в результаті рішення Меридіанної комісії 1884 р. було визнано загальний для всіх меридіан, що проходив через Морську обсерваторію Гринвіча. Хоч і не зразу, але більшість країн з часом прийняли та зрозуміли зручність єдиного відлікового меридіана і загальноприйнятих часових поясів.
Меморіальну дошку відкрито 7 лютого 2009 року в рамках проголошеного Організацією Об'єднаних Націй року астрономії. Встановлено на фасаді будинку Астрономічної обсерваторії Київського університету (вул. Обсерваторна, 3).

## Регіони, які перетинає Київський меридіан

### УКиєві
Якщо провести пряму лінію на південь і на північ від меморіальної дошки, то на півдні Київський меридіан проходить через Голосіївський ліс, Голосіївський проспект, вул. Юлії Здановської (№ 4), губиться в надрах Деміївки й Совських озерах, на Байковому цвинтарі й у промзоні Протасового Яру, перетинає вул. Жилянську (№ 69—71), перехрестя вул. Б. Хмельницького й О. Гончара. Виходячи з обсерваторії на північ, він перетинає вул. Січових Стрільців (№ 20), після Глибочицької (№ 53) йде на старообрядницький цвинтар і промзону Подолу, а від метро «Почайна» проходить точно по Оболонському проспекту — найпевніше, проспект випадково проклали практично по Київському меридіану.